# Паскуаль, Рафаэль
Рафаэль Паскуаль Кортес (исп. Rafael Pascual Cortés; 16 марта 1970, Мадрид) — испанский волейболист, диагональный нападающий национальной сборной (1988—2007), лучший игрок чемпионата мира 1998 года, чемпион Европы 2007 года.

## Спортивная биография
Рафаэль Паскуаль родился и провёл детство в Мадриде, в 10-летнем возрасте начал посещать спортивную школу Салесьянос де Атока, в 15 лет определив свою специализацию — волейбол. В 1988 году сразу после окончания спортшколы был приглашён тренером Мигелем Оконом в сборную Испании и 6 июня 1988 года дебютировал в её составе на турнире в Альтеа в матче против голландцев.
В 1992 году в Барселоне был участником первого олимпийского турнира в истории испанской сборной по волейболу. Посмотрев на игру лучших мастеров мира, Рафаэль Паскуаль загорелся идеей перехода в сильную зарубежную лигу. «Надо было перебираться в Италию, но там ни один тренер и ни один агент слышать не хотели о каком-то испанце. Помог болгарин Любо Ганев, который уже несколько лет играл в Италии и был там невероятно популярен», — вспоминал Паскуаль об этом периоде своей карьеры.
В итоге осенью 1993 года он начал выступления за команду серии A2 «Кальяри», с которой в первом сезоне завоевал право на переход в сильнейшую лигу A1, а во втором стал самым результативным игроком чемпионата Италии. С 1995 по 2000 год играл в «Кунео», стал 2-кратным победителем Кубка Италии и Кубка Кубков, а также обладателем Кубка Европейской конфедерации волейбола и двух Суперкубков Европы. В сезонах 1995/96 и 1996/97 годов снова становился лучшим по результативности в чемпионате Италии.
С 1995 года в составе сборной Испании регулярно участвовал в турнирах Мировой лиги, а в 1998 году — на чемпионате мира в Японии. Великолепная игра Рафаэля Паскуаля помогла испанцам, впервые выступавшим в финальной стадии мирового чемпионата, занять 8-е место, а сам Паскуаль завоевал два индивидуальных приза — самому результативному и самому ценному игроку чемпионата. В 12 сыгранных матчах он набрал 177 очков, на 67 очков опередив в споре бомбардиров лидера сборной Югославии Владимира Грбича. В 1999 году Паскуаль стал самым результативным игроком Кубка мира, в 2000-м участвовал на Олимпийских играх в Сиднее, в 2002-м — на чемпионате мира в Аргентине.
После 2000 года играл в Японии, во Франции, выиграв с «Пуатье» национальный Кубок, затем снова в Италии с непродолжительными «командировками» в Испанию, Грецию и Пуэрто-Рико. В 2004 году Паскуаля приглашали в московское «Динамо», но трансфер сорвался. В сезоне-2008/09 выступал в софийском ЦСКА, а с 2009 года провёл два сезона в клубе «Оранж», выступавшем в дивизионе Pro B чемпионата Франции и возглавляемом известным в прошлом связующим «Пуатье» и сборной Франции Лораном Шамбертеном.
За сборную Испании Рафаэль Паскуаль провёл 531 матч и под занавес карьеры в 2007 году стал победителем чемпионата Европы, проходившего в Москве и Санкт-Петербурге. На этом турнире 37-летний капитан испанской сборной не был игроком стартового состава, но выходя со скамейки запасных на несколько розыгрышей успевал набирать очки и вёл команду к самой значимой победе в её истории.

## Достижения
- Чемпион Европы (2007).
- Серебряный (1995/96, 1997/98) и бронзовый (1996/97, 1998/99, 1999/00) призёр чемпионатов Италии.
- 2-кратный обладатель Кубка Италии (1995/96, 1998/99).
- 2-кратный обладатель Суперкубка Италии (1996, 1999).
- Участник Матчей звёзд Италии (1994, 2002, 2006).
- Обладатель Кубка Франции (2001/02).
- Серебряный призёр чемпионата Болгарии, обладатель Кубка Болгарии (2008/09).
- Обладатель Кубка CEV (1995/96).
- 2-кратный обладатель Кубка Кубков (1996/97, 1997/98).
- 2-кратный обладатель Суперкубка Европы (1996, 1999).
- MVP и самый результативный игрок чемпионата мира (1998).
- Самый результативный игрок Кубка мира (1999).

| Рафаэль Паскуаль на чемпионате мира 1998 года | Рафаэль Паскуаль на чемпионате мира 1998 года | Рафаэль Паскуаль на чемпионате мира 1998 года | Рафаэль Паскуаль на чемпионате мира 1998 года | Рафаэль Паскуаль на чемпионате мира 1998 года | Рафаэль Паскуаль на чемпионате мира 1998 года | Рафаэль Паскуаль на чемпионате мира 1998 года | Рафаэль Паскуаль на чемпионате мира 1998 года |
| Матчи                                         | Партии                                        | Очки                                          | Отыгранные подачи                             | Очки в атаке                                  | Эффективность атаки                           | Очки на блоке                                 | Очки с подачи                                 |
| --------------------------------------------- | --------------------------------------------- | --------------------------------------------- | --------------------------------------------- | --------------------------------------------- | --------------------------------------------- | --------------------------------------------- | --------------------------------------------- |
| 12                                            | 51                                            | 177                                           | 304                                           | 122                                           | 53,79 %                                       | 35                                            | 20                                            |